# Y Camelopardalis
Y Camelopardalis (Y Cam / HIP 37440 / BD+76 286) es una estrella variable en la constelación de Camelopardalis, la jirafa.
De magnitud aparente media +10,50, se encuentra a una incierta distancia del sistema solar de cerca de 2200 años luz. 
Y Camelopardalis es una estrella binaria con un período orbital de 3,3057 días.
La componente principal es una estrella blanca de la secuencia principal de tipo espectral A7V y una temperatura efectiva de 7219 K.
Su luminosidad es 20,9 veces mayor que la luminosidad solar y tiene un radio casi tres veces más grande que el del Sol.
También es algo más masiva que el Sol, con una masa de 1,70 masas solares.
La acompañante es una subgigante naranja de tipo K1IV con una temperatura de 4507 K.
3,2 veces más luminosa que el Sol, su radio es casi idéntico al de su brillante compañera, pero su masa supone solo el 40% de la masa solar.
El período orbital del sistema muestra variaciones a largo plazo, que pueden deberse a la presencia de un tercer objeto.
Este hipotético objeto completaría una órbita alrededor de la binaria cercana cada 50,301 días, siendo la excentricidad de la órbita ε = 0,38.
Tendría una elevada masa y, si fuera una estrella normal, sería una estrella de tipo O; dado que no se ha observado una estrella de estas características —que sería más brillante que el resto del sistema—, se ha especulado que pueda tratarse de un objeto relativista.
El sistema constituye una variable eclipsante muy semejante, por ejemplo, a R Canis Majoris.
En el eclipse principal su brillo disminuye 1,75 mientras que en el eclipse secundario la caída de brillo es de apenas 0,10 magnitudes.
Además, Y Camelopardalis es una variable Delta Scuti, una de las pocas binaria eclipsantes que muestran esta clase de variabilidad.